# Subocz (stacja kolejowa)
Subocz (lit. Subačius) – stacja kolejowa w miejscowości Subocz, w rejonie kupiszeckim, w okręgu poniewieskim, na Litwie. Położona jest na linii Radziwiliszki – Dyneburg.

## Historia
Stacja powstała w XIX w. na odgałęzieniu Kolei Libawsko-Romieńskiej.